# Senduro (onderdistrict)
Senduro is een onderdistrict (kecamatan) in het regentschap Lumajang van de provincie Oost-Java, Indonesië.
Senduro is een bergachtig gebied en heeft een oppervlakte van 228,67 km2

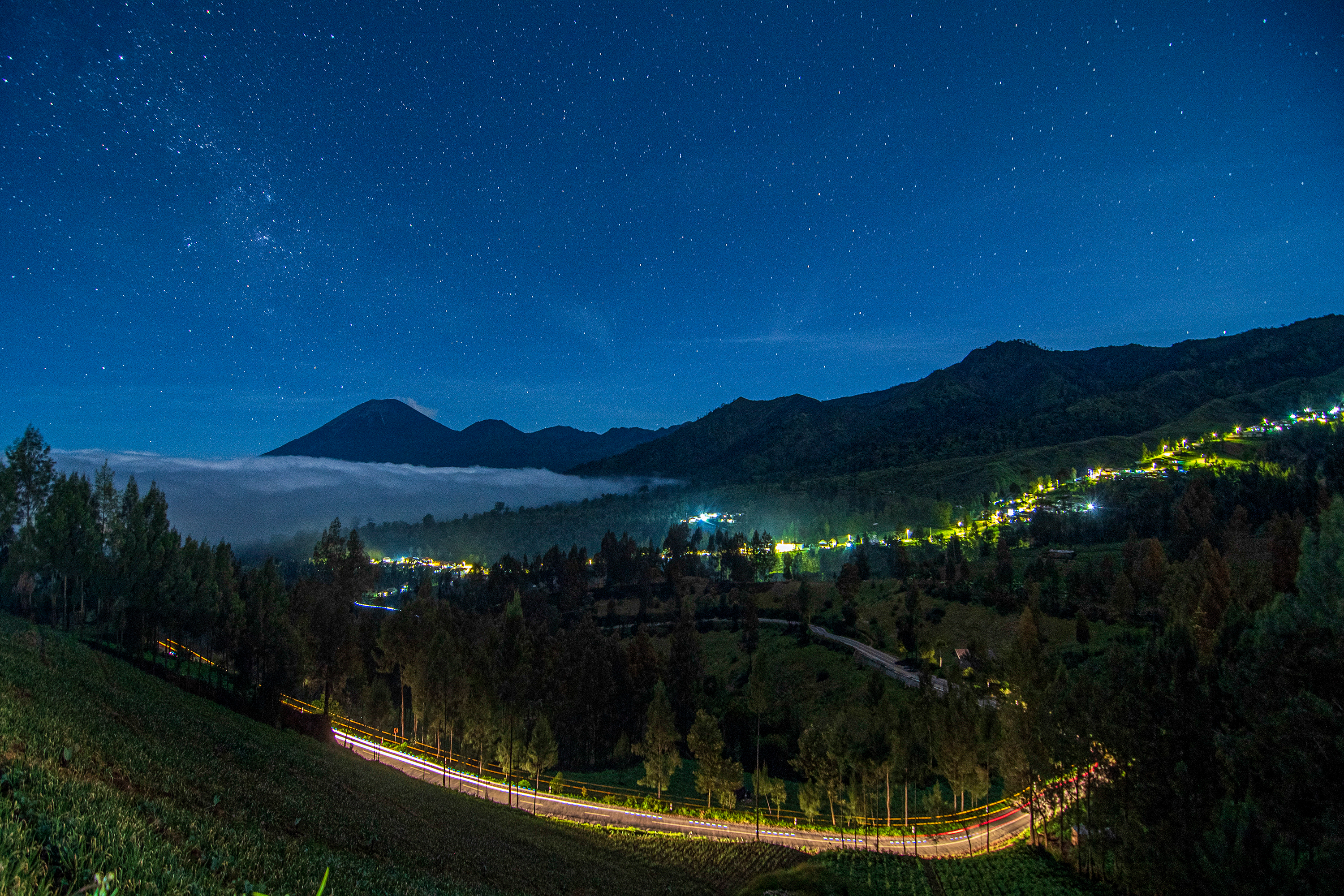
Argosari in het onderdistrict Senduro, ligt op een hoogte van 1.995 meter

## Onderverdeling
Het onderdistrict Senduro is in 2010 onderverdeeld in 12 plaatsen (desa's), die een administratieve eenheid zijn.  Binnen deze desa's liggen dorpen en gehuchten.
| Plaats code | Naam kelurahan, plaatsen en dorpen | Inwoners in 2010 |
| ----------- | ---------------------------------- | ---------------- |
| 002         | Purworejo                          | 4.255            |
| 003         | Sarikemuning                       | 2.605            |
| 004         | Pandansari                         | 3.853            |
| 005         | Senduro                            | 6.049            |
| 006         | Burno                              | 4.191            |
| 007         | Kandangtepus                       | 8.041            |
| 008         | Kandangan                          | 3.769            |
| 009         | Bedayu                             | 1.674            |
| 010         | Bedayutalang                       | 1.358            |
| 011         | Wonocepokoayu                      | 2.407            |
| 012         | Argosari                           | 3.397            |
| 013         | Ranupane                           | 1.293            |